# Objektmessung
Die Objektmessung ist ein Begriff aus der Fototechnik und bezeichnet eine Methode der Belichtungsmessung. Sie ist das Gegenstück der Lichtmessung.
Bei der Objektmessung  wird mit einem Handbelichtungsmesser (von der Kamera unabhängig), einem Belichtungsmesser an oder in der Kamera (TTL = „Through the Lens“) das vom Objekt reflektierte Licht gemessen. Dabei ist das Reflexionsvermögen des Objektes von Bedeutung.
Belichtungsmesser für Objektmessung haben unterschiedliche Messwinkel um bestimmte Partien des Objektes gezielt anzumessen. Bei in der Kamera verbauten Belichtungsmessern wird im Sucher oft das Messfeld markiert.
s. hierzu:
- Spotbelichtungsmessung
- Integralmessung
- Matrixmessung

## Vorgehen bei der Messung
Bei der Objektmessung wird stets  von der Kamera (oder mit der Kamera) aus zum Objekt gemessen und das von dort reflektierte Licht messtechnisch erfasst. Eine in die Kamera eingebaute Automatik kann die Messwerte sofort auf die Stellung von Blende (Optik) und den Verschluss (Kamera) übertragen, was ein sehr schnelles  Arbeiten ermöglicht.

## Vor- und Nachteile
Bei der Objektmessung ist es nicht erforderlich, sich zu einer Lichtmessung zum Objekt zu begeben oder einen beleuchtungsgleichen Ort aufzusuchen. Eine Kamera mit eingebautem Belichtungsmesser und automatischer Steuerung ermöglicht sehr schnelles Arbeiten, ohne Zeit für Messungen und Einstellungen aufzuwenden. Selbstleuchtende Objekte (z. B.: Leuchtschilder etc.) lassen sich nur durch Objektmessung messtechnisch richtig erfassen.
Objektkontraste lassen sich nur durch Objektmessung erfassen.
Ein wesentlicher Nachteil der Methode ist, dass das vom Objekt reflektierte Licht zur Messung herangezogen wird. Alle für eine Objektmessung eingerichteten Belichtungsmesser beziehen sich auf das Reflexionsvermögen einer neutralgrauen Flächen mit 18 %
Reflexion (s. hierzu Graukarte). Das führt dazu, dass Objekte mit höherer Reflexion zu niedrig und solche mit niedrigerer Reflexion zu stark belichtet werden. Eine helligkeitsrichtige Wiedergabe des Objektes ist somit oft nicht möglich.